# Sunrise Over Sea
 (mars 2023).
Si vous disposez d'ouvrages ou d'articles de référence ou si vous connaissez des sites web de qualité traitant du thème abordé ici, merci de compléter l'article en donnant les références utiles à sa vérifiabilité et en les liant à la section « Notes et références ».
Albums de John Butler Trio
Three
(2001) Grand National
(2007)
Sunrise Over Sea est le troisième album du John Butler Trio, paru en 2004 chez Jarrah Records.

## Liste des titres
1. "Treat Yo Mama" - 4:47
2. "Peaches & Cream" - 6:47
3. "Company Sin" - 4:39
4. "Betterman" - 3:44
5. "What you Want" - 5:21
6. "Damned to Hell" - 1:49
7. "Hello" - 4:26
8. "Bound To Ramble" - 6:08
9. "Seeing Angels" - 6:14
10. "There'll Come A Time" - 3:36
11. "Zebra" - 3:57
12. "Mist" - 2:25
13. "Oldman" - 5:10
14. "Sometimes" - 10:37

## Musiciens
- John Butler : chant, guitare et banjo
- Shannon Birchall : contrebasse et basse
- Nicky Bomba : batterie